# Volégovo
Volégovo (en rus: Волегово) és un poble del krai de Perm, a Rússia, que en el cens del 2010 tenia 11 habitants.